# فینال جام در جام اروپا ۱۹۹۱

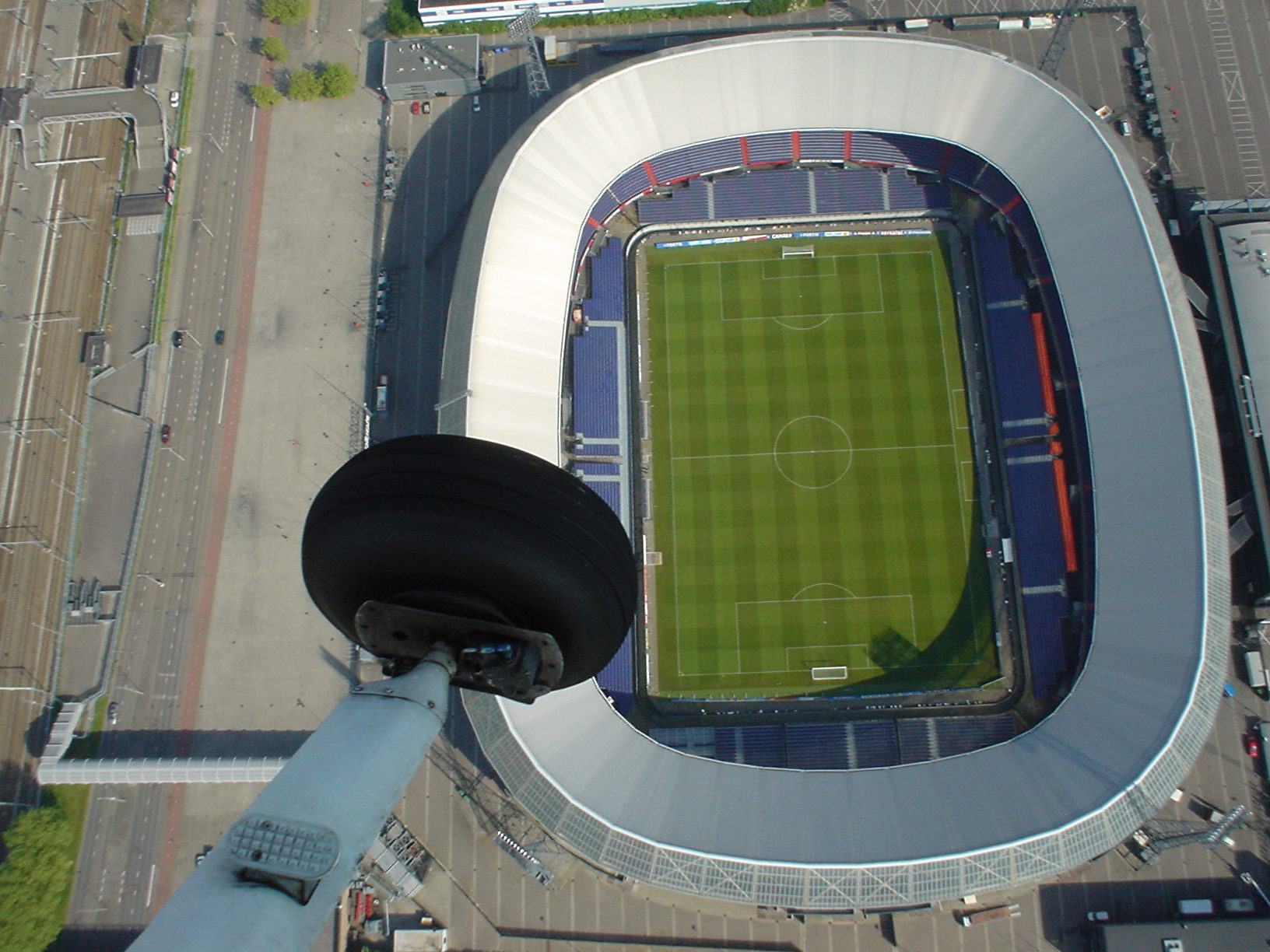
ورزشگاه دکویپ،روتردام ۱۵ مه ۱۹۹۱

فینال جام در جام اروپا ۱۹۹۱، رقابت پایانی جام در جام اروپا در سال ۱۹۹۱ میلادی است که مابین دو تیم باشگاه فوتبال منچستر یونایتد و باشگاه فوتبال بارسلونا برگزار شده‌است.
این مسابقه که در تاریخ ۱۵ مه ۱۹۹۱ انجام شده‌است با نتیجه ۲ بر ۱ به سود تیم باشگاه فوتبال منچستر یونایتد به پایان رسید.